# Voldo
Voldo (ヴォルド Vorudo?) es un personaje ficticio de la serie de videojuegos Soulcalibur. Voldo apareció por primera vez en Soul Edge, regresando posteriormente en Soulcalibur, Soulcalibur II, Soulcalibur III, Soulcalibur IV, Soulcalibur V y Soulcalibur VI.

## Historia
El mercader italiano de la muerte llamado Vercci buscó la Soul Edge. Durante la búsqueda, perdió un gran fragmento de su arma. Vercci excavó un pozo en una pequeña isla, donde ocultó lo que quedaba de sus riquezas.
El barranco, que poco después se llamó el Pozo del Dinero, tenía un guardián, Voldo. Incluso tras la muerte de su maestro, Voldo siguió guardando el tesoro. Al mismo tiempo, buscó el arma deseada por Vercci.
Un día, tras expulsar a un intruso, Voldo escuchó la voz de su maestro. Siguió sus órdenes, Voldo siguió el aura de Soul Edge que emanaba de la espada del intruso, en un largo viaje. Finalmente consiguió hacerse con una espada de la que fluía un aura extraña. Sin embargo no escuchó
la voz de su señor.
Pasaron cuatro años y Voldo no volvió a oír la voz de su maestro. Un día, tras acabar con un intruso, Voldo encontró unos fragmentos de metal que emitían el mismo aura que Soul Edge. Entonces comprendió por qué no había oído la voz de su maestro muerto. La espada que encontró no era la Soul Edge. Voldo emprendió viaje de nuevo, pero esta vez encontraría la Soul Edge y se la llevaría a su maestro.
Voldo asesinó sigilosamente al propietario de la espada, y ésta lo posee haciéndole creer que es su maestro, obligándolo a luchar contra sus enemigos, pero el fantasma de su maestro aparece para avisar a Voldo de que la espada lo esta engañando. Entonces Voldo mata a todos los sirvientes de la espada y se convierte en su eterno guardián para que no pueda volver a ser empuñada por nadie.

## Estilo de lucha
Su estilo de lucha se basa en el uso de un par de katares como armas y en la realización continua de contorsiones diversas. No es ciego pero lleva los ojos, oídos y boca tapados por vendas o el rostro entero por una máscara para aumentar sus capacidades sensoriales. Si bien su edad real, 50 años, es demasiado extrema para sus movimientos tan fluidos se dice que este hecho es confirmado con la teoría de que Voldo es un semi-muerto... y esto se puede notar en su color de piel y el hecho de que haya pasado 4 años en una gruta sin comer ni beber nada.

## Recepción
El atuendo de Voldo y el estilo de lucha inusual ha sido una fuente de discusión sobre el personaje por varias fuentes. En el libro Trigger Happy, Steven Poole lo describió como "un triunfo de la representación icónica o pictórica", comparándolo con el personaje abstracto Pac-Man. Game Chronicles describió a Voldo como "ese tipo está enfermo... en más de un sentido". PlayStation Magazine describió a Voldo como "nada si no el maestro de lo extraño". El crítico de Game Vortex, Robert Perkins, lo describió como "un guerrero que se puede describir mejor como un artista marcial/contorsionista que se encuentra con Edward Scissorhands". La revista oficial de PlayStation de EE. UU. Lo señaló en su artículo "Personajes con carácter", citándolo como uno de los favoritos del personal, pero también por su rareza. El New York Times lo describió como "quizás el personaje más extraño que haya aparecido en este género", y señaló la similitud entre sus movimientos y un bailarín go-go. El artículo luego agregó después de una discusión sobre su atuendo y armamento "el personaje es un pastiche de todos los estereotipos satanistas imaginables. ¿Por qué Jerry Falwell no estáliderando una campaña anti-Soul Calibur?".
En una encuesta de 2002 realizada por Namco antes del lanzamiento de Soulcalibur II con respecto a su personaje favorito, Voldo ocupó el tercer lugar, con el 13% de la cuenta. Voldo ocupó el cuarto lugar en el artículo "Los 11 mejores luchadores de SoulCalibur" de UGO.com, afirmando: "Voldo está aquí porque es un luchador de primer nivel que también es un contorsionista muy hábil y un fetichista de S&M". IGN enumeró a Voldo como uno de los diez mejores luchadores de la serie en el número cuatro, diciendo: "Voldo nos asusta. No es tanto un hombre como una masa retorcida de músculos retorcidos, todo envuelto y unido. GameDaily lo clasificó como el número dos en su artículo "Los 10 personajes más feos del juego", destacando su falta de ropa y describiéndolo como un "espectáculo de fenómenos de un solo hombre, simple y llanamente". En otro artículo, mencionaron al "luchador poco ortodoxo" como uno de los 25 mejores arquetipos de videojuegos, citando a Voldo como un ejemplo de esto debido a su estilo extravagante y difícil control. Fue listado número cinco en la revista de juegos holandesa poder ilimitado's 'Top 5 personajes para Espontáneamente Causa Suicidal Tendencies' debido a su apariencia y alta velocidad, ataques impredecibles. Ocupó el primer lugar en la lista de UGO Networks de los "25 italianos más memorables en los videojuegos". Complex enumeró los 20 mejores personajes de la serie, clasificándolo como el cuarto mejor personaje.